# Лесной (Брестский район)
Лесно́й (бел. Лясны) — посёлок в Брестском районе Брестской области Беларуси. Расположен в южной части района, в 26 км южнее Бреста, в 2 км восточнее границы с Польшей. Входит в состав Знаменского сельсовета. Возник в послевоенное советское время, на карте 1985 года обозначен как Меднянское лесничество.